# Conó (escriptor)
Conó (Conon Κόνων) fou un escriptor grec del segle i aC, autor del llibre Διηγήδεις, Narracions, dirigit al rei Arquelau de Capadòcia (Arquelau Filopàtor) on es relata la fundació de les colònies gregues. Era contemporani de Nicolau de Damasc, i Dió Crisòstom parla d'ell.
Les seves cinquanta Narracions es refereixen a temes sobretot mitològics, però molt variats i originals, i inclou algunes faules milèsies, unes breus narracions realistes i divertides de contingut eròtic o aventurer narrades en primera persona i amb un estil col·loquial. Les Narracions es conserven gràcies a un epítom que en va fer el patriarca Foci.